# Sofie van Rooijen
Sofie van Rooijen   (Driel, 13 de juliol de 2002) és una ciclista neerlandesa. Actualment corre a l'equip ciclista femení de l'UAE Team ADQ. Competeix en ciclisme de carretera. La seva victòria més destacada és el Campionat d'Europa de ciclisme en ruta sub-23.

## Palmarès

### Carretera
- 2018
  -  Campiona dels Països Baixos de ciclisme en ruta cadet
- 2024
  -  Campiona d'Europa de ciclisme en ruta sub-23
  - 1a a l'Omloop van Borsele
  - 1a al Tour de Drenthe
  - Vencedora d'una etapa a la Princess Anna Vasa Tour
  - 1a a la Kortrijk Koerse
  - 1a al Gran Premi Beerens